# Набережний (Тверська область)
Набережний (рос. Набережный) — селище в Торжоцькому районі Тверської області Російської Федерації.
Населення становить 42 особи. Входить до складу муніципального утворення Мирновське сільське поселення.

## Історія
Від 2005 року входить до складу муніципального утворення Мирновське сільське поселення.

## Населення
| 2010 |
| ---- |
| 42   |